# 清水優陸
清水 優陸（しみず ゆうり、2006年10月26日 - ）は、茨城県ひたちなか市那珂湊出身の、日本の柔道選手。階級は63kg級。組み手は右組み。

## 経歴
美乃浜学園中学3年の時に全国中学校柔道大会63㎏級で2位になった。佐賀商業高校へ進学すると、1年の時に全国高校選手権で優勝した。2年の時には金鷲旗の決勝で敬愛高校を破って優勝した。インターハイでは個人戦と団体戦で2冠を達成した。世界カデでは決勝でブラジルのソピア・カマラを体落で破って優勝した。団体戦では準々決勝のブラジル戦でカマラに技ありで敗れるもチームは勝利したが、準決勝のフランス戦では勝利を収めながらチームは敗れて3位にとどまった。全国高校選手権の個人戦で2位、団体戦では3位だった。

## 戦績
- 2021年 -　全国中学校柔道大会　2位
- 2023年 -　全国高校選手権　優勝
- 2023年 -　金鷲旗　優勝
- 2023年 -　インターハイ　個人戦　優勝　団体戦　優勝
- 2023年 -　世界カデ　個人戦　優勝　団体戦　3位
- 2024年 -　全国高校選手権　個人戦　2位　団体戦　3位
- 2024年 - オーストリアジュニア国際　3位
- 2024年 -　金鷲旗 2位

(出典、JudoInside.com)